# Лотон (Оклахома)
Ло́тон (англ. Lawton) — город в штате Оклахома (США), административный центр округа Команче. Является культурным и финансовым центром округа. Находится рядом с крупным гранитным месторождением, развито хлопковое хозяйство. В Лотоне расположена штаб-квартира команчей.

## География
Лотон находится примерно в 30 милях от города Дункана и в 142 километрах к юго-западу от Оклахома-Сити. Город имеет площадь 194,6 км², расположен к югу от гор Вичита и озера Лаутонка.

## Демография
По данным переписи в 2000 году насчитывалось 92 757 человек, 31 778 домохозяйств и 22 532 семей, проживающих в городе. Плотность населения составляла 476,6 человек на квадратный километр. Расовый состав: 61,34 % белое население, 23,06 % афроамериканцы, 3,81 % коренные американцы, 2,46 % азиаты, 0,44 % гавайцы, 3,96 % прочие расы и 4,93 % смешанные расы.
Распределение населения по возрасту: 27,8 % составляют люди до 18 лет, 15,3 % от 18 до 24 лет, 31,4 % от 25 до 44 лет, 16,3 % от 45 до 64 лет и 9,3 %, в возрасте 65 лет и старше. Средний возраст составляет 29 лет. На каждые 100 женщин приходится 108,8 мужчин. На каждые 100 женщин в возрасте 18 лет и старше насчитывалось 110,7 мужчин.
Среднегодовой доход на домашнее хозяйство в городе составляет $ 32 521, а средний доход на семью составляет $ 37 831. Мужчины имеют средний доход $ 27 573, тогда как женщины $ 22 623 . Доход на душу населения по городу составляет $ 15 397. Около 14,2 % семей и 16,3 % населения находятся ниже черты бедности, в том числе 22,2 % из них моложе 18 лет и 10,8 % в возрасте 65 лет и старше.
По данным переписи в 2010 года насчитывалось 96867 человек, 34901 домохозяйств и 2508 семей, проживающих в городе. Плотность населения составляла 461,5 человек на квадратный километр. Расовый состав: 60,3 % белые, 2,6 % азиаты, 21,4 % чернокожие, 4,7 % коренных американцев, 0,3% гавайцев и выходцев с островов Тихого океана, 3,4 % другие расы, 4,9 % потомки двух и более рас.
В 2010 году медианный доход на одно домашнее хозяйство в городе составлял $41556, доход на семью $50507. У мужчин средний доход $36440, а у женщин $31825. Средний доход на душу населения $20655. 16,6 % семей или 19 % населения находились ниже порога бедности, в том числе 33,5 % молодёжи младше 18 лет и 4,9 % взрослых в возрасте старше 65 лет.

## Города-побратимы
Германия, Гюллесхайм